# Лактатацидоз
Лактатацидо́з (лактацидемия, молочнокислая кома, гиперлактатацидемия, молочнокислый ацидоз) – опасное состояние накопления лактата в организме со снижением уровня рН крови. Обычно является результатом острого или хронического заболевания, приема лекарств или отравления.

## Классификация
Классификация Коэна–Вудса по причинам:
- Тип А: снижение насыщения тканей кислородом (например, из-за уменьшения кровотока)
- Тип B
  - В1: основные заболевания (иногда вызывающие тип А)
  - B2: медикаментозное лечение или интоксикация
  - B3: врожденное нарушение метаболизма

## Этиология
В качестве факторов, способствующих развитию лактатацидоза, могут рассматриваться:
1. Инфекционные и воспалительные заболевания.
2. Массивные кровотечения.
3. Острый инфаркт миокарда.
4. Хронический алкоголизм и другие интоксикации.
5. Тяжелые физические нагрузки.
6. Хронические заболевания печени.
7. Недостаточность функции почек.

Особое место среди этиологических факторов занимает прием бигуанидов. Следует подчеркнуть, что при поражениях печени или почек даже минимальная доза бигуанидов может вызвать лактатацидоз в результате кумуляции препарата в организме.

## Патогенез
Недостаток инсулина ингибирует пируватдегидрогеназу, катализирующую распад пировиноградной кислоты до конечных продуктов, сопровождающийся усиленным превращением пирувата в лактат. Обычное соотношение концентрации лактата и пирувата в сыворотке крови 10:1 сдвигается в сторону лактата. Особенно опасно такое нарушение метаболизма у пациентов, принимающих бигуаниды (развивается блокада утилизации лактата печенью и мышцами), что приводит к лактатацидозу и тяжёлому метаболическому ацидозу. Возможно, именно с этим связан тот факт, что почти половина случаев тяжёлого лактатацидоза приходится на пациентов с сахарным диабетом.

## Клиническая картина
Обычно развивается остро (в течение нескольких часов), предвестники, как правило, отсутствуют или не характерны. Пациенты могут отмечать мышечную боль, боль за грудиной, диспептические явления, учащение дыхания, апатию, сонливость или бессонницу. Однако превалирующими симптомами клинической картины лактатацидоза являются проявления сердечно-сосудистой недостаточности, усугубляющиеся тяжёлым ацидозом, на фоне которого наступают изменения сократительной способности. В динамике состояние пациентов прогрессивно ухудшается: по мере нарастания ацидоза может появиться боль в животе, рвота. Выявляется разнообразная неврологическая симптоматика от арефлексии до спастических парезов и гиперкинезов. Перед развитием комы (потери сознания), несмотря на отсутствие запаха ацетона в выдыхаемом воздухе (нет кетонемии), наблюдается шумное дыхание Куссмауля, обычно сопровождающее выраженный метаболический ацидоз. Развивается коллапс с олиго-, а затем и анурией, гипотермией. На этом фоне развивается ДВС-синдром (синдром внутрисосудистого свёртывания крови), нередки внутрисосудистые тромбозы с геморрагическими некрозами пальцев рук и ног. Быстрое развитие лактатацидоза (несколько часов) не способствует выявлению признаков, характерных для диабетической комы (сухость кожи, слизистых оболочек и языка). У 10—30% пациентов с диабетической и гиперосмолярной комой присутствуют элементы лактатацидоза.

## Диагностика
Диагноз молочнокислой комы основывается на клинической картине тяжёлого метаболического ацидоза без кетоза и выраженной гипергликемии с гиперлактатацидемией и повышением соотношения лактат/пируват. Концентрация молочной кислоты в сыворотке крови достигает 2 ммоль/л и выше (норма 0,4—1,4), соотношение лактат/пируват (10:1) смещается в сторону лактата при небольшом увеличении пирувата. Резко снижена концентрация бикарбоната (до 10 ммоль/л и ниже при норме около 20) без гиперкетонемии и кетонурии, отмечается падение pH крови ниже 7,3 (иногда до 6,8). Выявляются гиперазотемия и гиперлипидемия. При исследовании мочи не выявляются глюкозурия и ацетонурия (определяются только при развитии лактатацидоза на фоне диабетической комы).

## Дифференциальный диагноз
Гиперлактатацидемическую кому необходимо дифференцировать с другими формами метаболического ацидоза, вызванными гиперхлоремией, избыточным экзогенным введением в организм кислот (отравление уксусной кислотой, интоксикация салицилатами), отравление метанолом, этиленгликолем. Диагностическому поиску способствуют данные анамнеза, опрос близких, решающее значение имеет определение повышенного уровня молочной кислоты в крови — концентрация повышается более 2,0—7,0 ммоль/л. Уровень гликемии является ведущим тестом в дифференциальной диагностике с диабетической и гиперосмолярной комами.

## Лечение
Основные принципы лечебной тактики не отличаются от терапии диабетического кетоацидоза, однако имеют ряд особенностей:
- инсулинотерапия не является основным методом лечения молочнокислой комы, её проводят малыми дозами инсулина внутривенно капельно на 5% глюкозе в связи с невысокими уровнями гликемии;
- ведущее значение имеет устранение ацидоза (внутривенным капельным введением бикарбоната натрия, количество которого рассчитывается по формуле);
- введение бикарбоната натрия проводят под контролем pH крови, ЭКГ, содержания калия и кальция в сыворотке крови, уровня центрального венозного давления;
- устранению ацидоза способствует метиленовый синий, связывающий ионы водорода, который вводят внутривенно капельно;
- для борьбы с ацидозом используют трисамин (триоксиметиламинометан), который действует быстрее, чем бикарбонат (применяют при резко сниженном pH крови, особенно у лиц с выраженной сердечно-сосудистой недостаточностью;
- явления шока не устраняются до тех пор, пока не купируются явления ацидоза;
- прессорные агенты не эффективны, катехоламины противопоказаны (усиливают накопление лактата в тканях);
- в тяжёлых случаях, при уровнях pH крови 7,0 и ниже, показано использование перитонеального диализа или гемодиализа с безлактатным диализатом.

## Прогноз
Неблагоприятный, даже при своевременном и адекватном лечении летальность превышает 70%.